# Стенбок (рід)
Стенбок — шведський та балтійський шляхетський рід, від якого походить низка родин російської та української шляхти часів Російської імперії.
Стенбок — шведський графський рід, що походить від Іонса, шведського державного радника (1205 р). Його нащадок в 11-му коліні Олоф Арфведсон, який був рейхсратом в перших роках шістнадцятого століття, перший прийняв прізвище Стенбок.
Його син, Густав Стенбок (пом. 1571) був п'ять разів послом в Данії. Його дочка Катерина (1535–1621)з 1552 року була третьою дружиною шведського короля Густава Вази. Його онук барон Густав (пом. 1629) уклав мир з Данією 1612 року.
У 1651 році роду Стенбок було надано графський титул. Граф Ерік Стенбок, генерал-фельдцейхмейстер брав участь в штурмі Копенгагена (1659). Його брат Густав Отто Стенбок був генерал-адміралом.
Одна з гілок нащадків цього роду переїхала до Естляндії, згодом отримала дворянські привілеї від російського царя. 1825 року графу Івану-Магнусу Стенбок, мати якого була єдиною дочкою графа роду Фермор, було озволено іменуватися (з потомством), графом Стенбок-Фермор. А його старшому синові Якову, одруженому з єдиною дочкою графа П. К. Ессена, було дозволено іменуватися графом Ессен-Стенбок-Фермор.
Рід графів Стенбок був внесений до дворянського реєстру Естляндской губ., а графи Стенбок-Фермор — до в V ч. рід. кн. С.-Петербурзької та Херсонської губернії.
Герб роду Стенбок-Фермор, що мають титул графів Шведського королівства, внесений до Частина 11 Загального Гербовника дворянських родів Всеросійської імперії, стр. 34